# 回声音乐古典奖
回声音乐古典奖（德語：ECHO Klassik）是德国的一个古典音乐奖项，创建于1994年，2018年取消。该奖和回声音乐流行奖（ECHO Pop）、回声音乐爵士乐奖（ECHO Jazz）曾经同属回声音乐奖。
回声音乐古典奖的主要目标是在著名音乐家之外广纳优秀青年音乐天才，评选同时考量艺术品质和观众喜爱程度。曾获该奖十次以上的古典音乐家（团体）有：切奇莉亚·巴托莉、西蒙·拉特尔、柏林爱乐乐团、尼古劳斯·哈农库特、安娜·奈瑞贝科。